# Adam Wojtyga

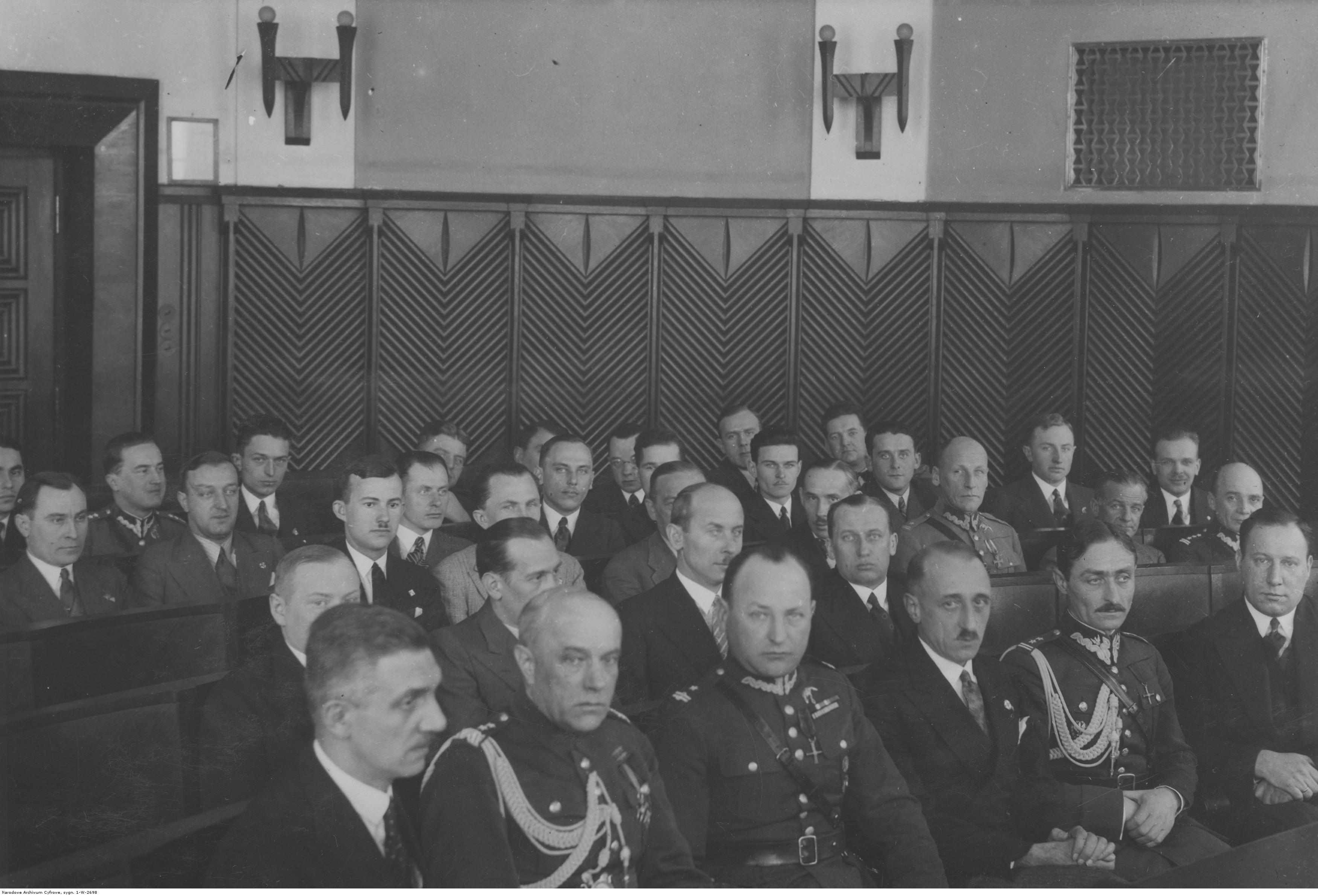
Otwarcie kursu instruktorów lotniczych LOPP w Warszawie 1934; mjr pilot Adam Wojtyga I rząd 3. z lewej.

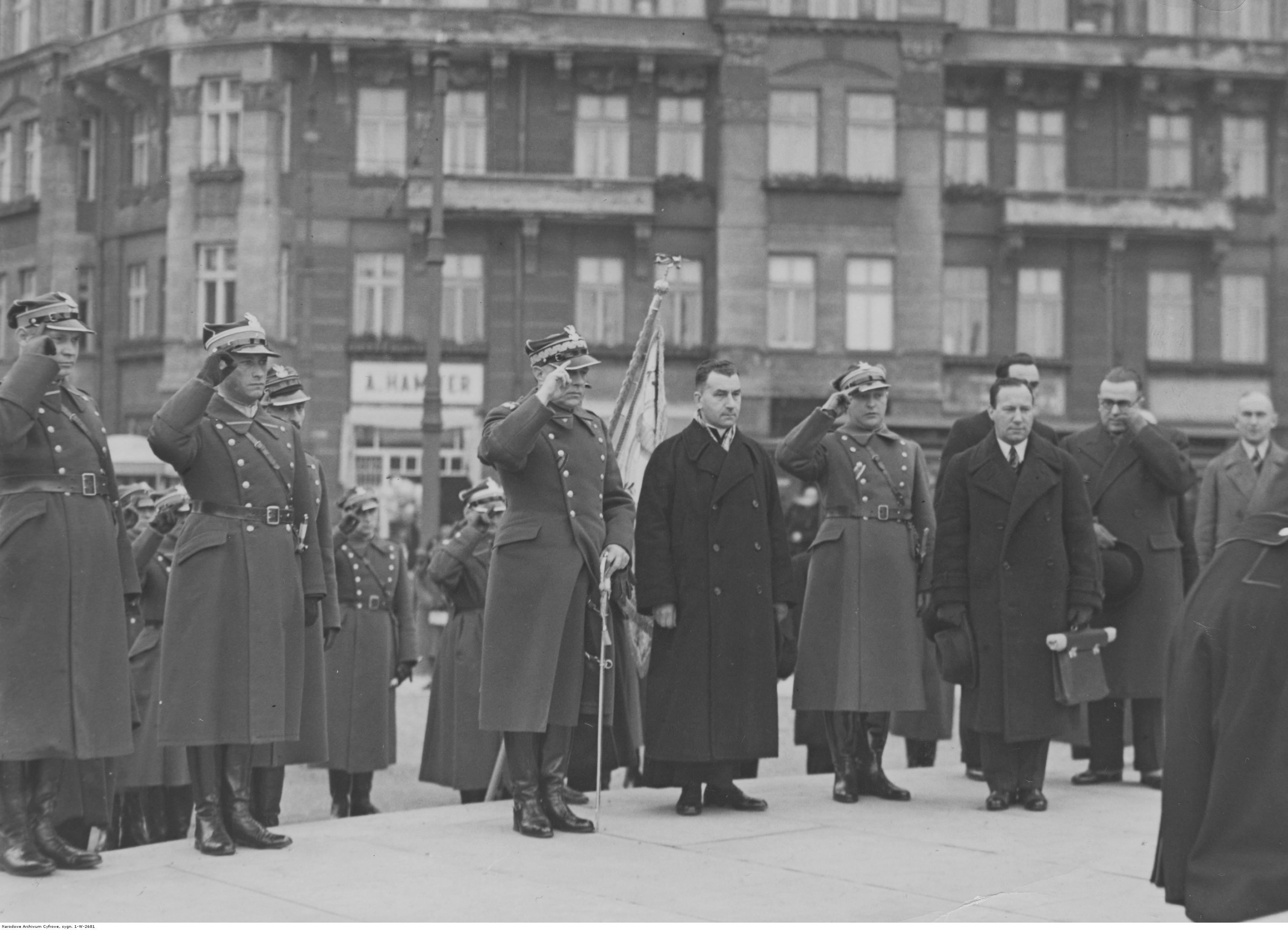
Złożenie wieńca przez ZG LOPP pod pomnikiem poległych lotników; mjr pilot Adam Wojtyga I rząd 3. z prawej.

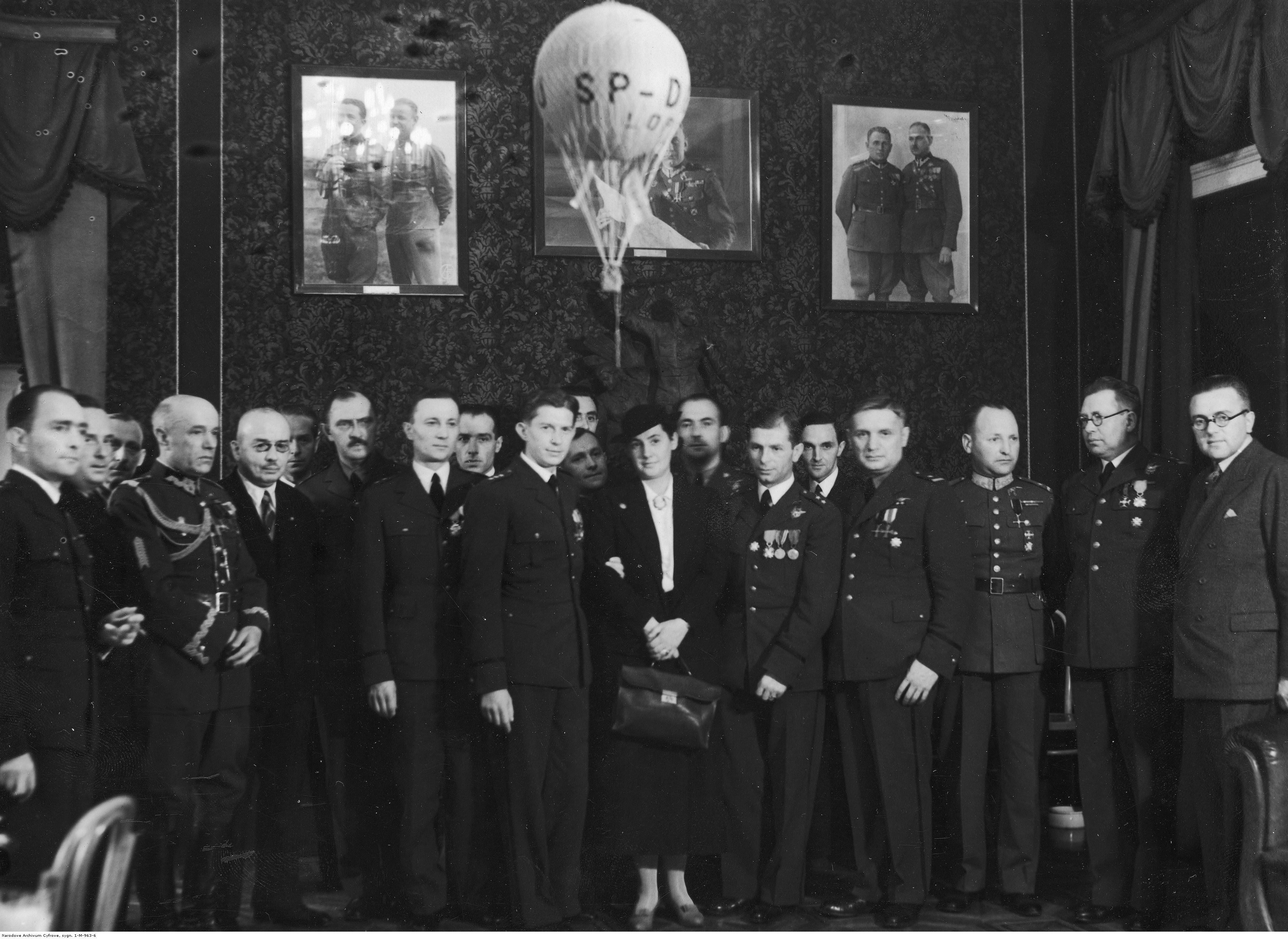
Powrót uczestników Zawodów Balonowych o Puchar Gordona Bennetta 1936; mjr pilot Adam Wojtyga 3. z prawej.

Adam Maksymilian Teofil Wojtyga (ur. 20 grudnia 1896 w Półwsiu Zwierzynieckim, zm. 3 lutego 1956 w Warszawie) – podpułkownik dyplomowany pilot Wojska Polskiego, żołnierz Legionów Polskich, uczestnik wojny polsko-bolszewickiej, dowódca dywizjonu 318.

## Życiorys
Syn Jana (1854–1913), nauczyciela, i Heleny z Majewskich (1859–1914). Był bratem Stanisława (1893–1940), podporucznika piechoty rezerwy, odznaczonego Krzyżem Walecznych. Już w czasie nauki w Wyższej Szkole Realnej w Krakowie działał w Związku Strzeleckim, w którym ukończył kurs podoficerski. Po wybuchu I wojny światowej w sierpniu 1914 r. zgłosił się do służby w Legionach Polskich.
Początkowo służył w I Brygadzie, następnie został przeniesiony do 5. pułku piechoty, ale już od 1916 r. zgłosił się do służby w lotnictwie. Został skierowany na Pierwszy Kurs Lotniczy Polskiego Towarzystwa Żeglugi Napowietrznej. Po ukończeniu szkolenia został skierowany do jednostek artylerii Polskiego Korpusu Posiłkowego, gdzie w 1918 r. ukończył Szkołę Podchorążych Artylerii. Po rozwiązaniu Korpusu został internowany na Węgrzech.
Po zwolnieniu z internowania przedostał się na ziemie polskie i 5 listopada zgłosił się do odradzającego Wojska Polskiego. Początkowo został przydzielony do artylerii, ale na własną prośbę został przydzielony jeszcze w listopadzie do II Ruchomego Parku Lotniczego, gdzie objął stanowisko adiutanta. Od 1919 r. szkolił się w zakresie pilotażu w Szkole Pilotów w Krakowie, a następnie we Francuskiej Szkole Pilotów pełnił funkcję adiutanta i instruktora. Po ukończeniu szkolenia objął w grudniu 1920 r. stanowisko adiutanta w Szkole Pilotów w Bydgoszczy. Od 1923 r. służył w Wyższej Szkole Pilotów w Grudziądzu.
W październiku 1925 r. objął dowództwo nad 21. eskadrą lotniczą w 2. pułku lotniczym. Z dniem 2 grudnia 1927 został przeniesiony służbowo na czteromiesięczny kurs dla dowódców eskadr przy Oficerskiej Szkole Lotnictwa w Dęblinie. Po ukończeniu kursu objął dowództwo dywizjonu szkolnego 2 plot. Jednocześnie pracował jako wykładowca w Oficerskiej Szkole Lotnictwa i Centrum Wyszkolenia Oficerów Lotnictwa. Jednocześnie był aktywnym działaczem LOPP oraz Aeroklubu Polskiego. W 1931 r. pełnił funkcję oficera łącznikowego przy Aeroklubie Krakowskim. W tym samym roku był organizatorem pierwszego na Śląsku kursu przysposobienia wojskowego lotniczego.
W marcu 1931 został przeniesiony do Dowództwa Aeronutyki Ministerstwa Spraw Wojskowych w Warszawie na stanowisko referenta. Obowiązki służbowe łączył z funkcją sekretarza redakcji „Przeglądu Lotniczego”, pisał również dla „Skrzydlatej Polski”, gdzie redagował dział wojskowy. W 1932 r. pełnił funkcję szefa polskiej ekipy podczas Challange. W 1931 r. był jednym z organizatorów pierwszych w Polsce centralnych wojskowych zawodów lotniczych. W 1932 r. w Zarządzie Głównym LOPP objął stanowisko skarbnika, w 1934 r. pełnił tam funkcję Sekretarza Zarządu. Jednocześnie działał jako wykładowca na kursie instruktorów lotniczych LOPP. W 1935 r. objął funkcję Sekretarza Generalnego Zarządu Głównego LOPP.
W kwietniu 1935 został przeniesiony do 1. pułku lotniczego na stanowisko dowódcy dywizjonu szkolnego. Na stopień podpułkownika został awansowany ze starszeństwem z 19 marca 1938 i 2. lokatą w korpusie oficerów lotnictwa, grupa liniowa. Po wybuchu wojny domowej w Hiszpanii został tam skierowany jako obserwator. Swoje obserwacje związane z tym konfliktem opisał w wydanej w 1939 r. książce „Wojna domowa w Hiszpanii”. W tym samym roku ukończył Wyższą Szkołę Lotniczą, następnie objął stanowisko kierownika samodzielnego referatu lotnictwa w Wydziale Materiałowym Oddziału I Sztabu Głównego. Po wybuchu II wojny światowej służył w sztabie Naczelnego Dowódcy Lotnictwa. Po zakończeniu walk został ewakuowany przez Rumunię do Francji, gdzie objął stawisko kierownika samodzielnego referatu kultury i propagandy. Po upadku Francji został ewakuowany do Wielkiej Brytanii. Zgłosił się do służby w Polskich Siłach Powietrznych, otrzymał numer służbowy RAF 76 852, który w późniejszym czasie został zmieniony na P-0012.
Został mianowany dowódcą oddziału lotniczego w Samodzielnej Brygadzie Strzelców Karpackich stacjonującej wówczas na Bliskim Wschodzie. W 1941 r. powrócił do Wielkiej Brytanii i przeszedł przeszkolenie lotnicze. Służył w szkole nawigacji w bazie lotniczej West Freugh, później dowodził dywizjonem szkolnym w St Andrews, następnie w Brighton. W momencie formowania dywizjonu 318 20 marca 1943 r. objął nad nim dowództwo. Stanowisko zdał 5 sierpnia i został oficerem lotnictwa w sztabie Armii Polskiej na Wschodzie. W 1944 r. ukończył kurs dla wyższych dowódców oraz Wyższą Szkołę Lotniczą. W 1945 r. objął stanowisko szefa wydziału transformacji i przygotowania zawodowego oficerów do życia cywilnego. Po demobilizacji zdecydował się na powrót do Polski, znalazł zatrudnienie w Departamencie Samochodowym Ministerstwa Komunikacji, a następnie pracował w Wydawnictwach Komunikacji i Łączności.
Zmarł 3 lutego 1956 r. w Warszawie, został pochowany na Cmentarzu Wojskowym w Krakowie.

## Życie prywatne
Poślubił Stanisławę Baum, mieli synów Wojciecha Jerzego (1922–1980), porucznika pilota Polskich Sił Powietrznych w Wielkiej Brytanii, i Jana.

## Awanse
W czasie służby w Wojsku Polskim otrzymał awanse:
- podporucznik (1919)
- porucznik (1921)
- kapitan (1923)
- major (1932)
- podpułkownik (1938)
- pułkownik[potrzebny przypis]

## Ordery i odznaczenia
Za swą służbę został odznaczony:
- Krzyż Niepodległości – 13 kwietnia 1931 „za pracę w dziele odzyskania niepodległości”[39][40],
- Krzyż Walecznych – 1922,
- Medal Lotniczy czterokrotnie,
- Złoty Krzyż Zasługi – 1937 „za zasługi w służbie wojskowej”[41],
- Srebrny Krzyż Zasługi – 1931 „za zasługi na polu wyszkolenia wojska”[42],
- Medal Pamiątkowy za Wojnę 1918–1921,
- Medal Dziesięciolecia Odzyskanej Niepodległości,
- Odznaka „Za wierną służbę”,
- Polowa Odznaka Pilota,
- Wawrzyn Akademicki,
- 1939–1945 Star,
- Defence Medal 1939–1945,
- War Medal 1939–1945,
- Africa Star,
- France and Germany Star.

## Publikacje
Był autorem publikacji, m.in.:
- „Francuska Szkoła Pilotów”,
- „Lotnictwo i OPL całego świata”,
- „Niemieckie lotnictwo wojskowe”,
- „Zwycięstwo polskich skrzydeł”,
- „Powtórne zwycięstwo”,
- „Łuna nad Hiszpanią”.